# Eulychnia
Eulychnia és un gènere amb dues espècies de cactus petits, natius del nord de Mèxic.

## Descripció
Les espècies del gènere Eulychnia creixen arbustives o com un arbre, se ramifiquen lliurement i de vegades tenen un tronc clar. Les tiges són rectes, ascendents o postrats i tenen de 9 a 16 costelles. Les arèoles estan cobertes de llana o pèl llarg. Les espines que en sorgeixen sovint són fortes i llargues.
Les flors són petites en forma de campana a embut, apareixen a la part superior del brot. Són de color blanc a vermell rosat i s'obren de dia i de nit. L'hipant i el tub floral molt curt estan coberts de pèls llanosos o espines eriçades i coberts d'escates.
Els fruits carnosos i esfèrics tenen escames o peluts i rarament són espinosos. Les llavors són en forma ovoide, de color negre o gris, són finament berrugoses.

## Distribució
Les espècies del gènere Eulychnia es distribueixen al llarg de la costa des del nord de Xile fins al sud del Perú. Rarament creixen a altituds superiors als 1000 metres.

## Taxonomia
El gènere va ser descrit per Rodulfo Amando Philippi i publicat a Florula Atacamensis seu Enumeriatio . . . 23, a l'any 1860. L'espècie tipus és: Eulychnia breviflora.
Etimologia
Eulychnia: nom genèric derivat de les paraules grecs: "εὖ" (eu) = "bell" i "λύχνος" (lychnos) = "làmpada" al·ludint a que és com una "bella torxa".
Espècies
N'hi ha 9 espècies acceptades:
- Eulychnia acida Phil.
- Eulychnia breviflora Phil.
- Eulychnia castanea Phil.
- Eulychnia chorosensis P.Klaassen
- Eulychnia elata (F.Ritter) Lodé
- Eulychnia iquiquensis (K.Schum.) Britton & Rose
- Eulychnia ritteri Cullmann
- Eulychnia taltalensis (F.Ritter) Hoxey
- Eulychnia vallenarensis P.C.Guerrero & Helmut Walter

Sinonímia
- Philippicereus Backeb. in Cactaceae (Berlin) 1941(2): 75 (1942)[3]